# Kingsley Michael
Kingsley Michael, né le 26 août 1999 à Owerri au Nigeria, est un footballeur nigérian qui évolue au poste de milieu de terrain au Bologne FC.

## Biographie

### Débuts professionnels
Kingsley Michael est formé au FC Abuja Academy au Nigeria, avant d'être repéré par le club italien du Bologne FC, qui le recrute le 29 août 2017. Il passe une saison avec l'équipe réserve du club, sans jouer le moindre match avec l'équipe première. Il est ensuite prêté le 15 août 2018 au club de Serie B de l'AC Pérouse, pour la saison 2018-2019. Il inscrit son premier but avec ce club le 30 septembre 2018 contre le Cosenza Calcio (1-1).
Kingsley Michael est ensuite de retour à Bologne, et il commence la saison 2019-2020 avec son club formateur, disputant même son premier match de Serie A lors de la première journée de championnat, le 25 août 2019 face à l'Hellas Vérone. Il est titulaire au milieu de terrain ce jour-là et les deux équipes se séparent sur un match nul (1-1).
Il est finalement prêté en Serie B, à l'US Cremonese pour le reste de la saison 2019-2020.
Le 1er février 2021, il est prêté à la Reggina 1914 jusqu'à la fin de la saison, en compagnie de son coéquipier Orji Okwonkwo.

### En équipe nationale
Avec les moins de 17 ans, il participe à la Coupe d'Afrique des nations des moins de 17 ans en 2015. Le Nigeria se classe quatrième du tournoi. Il dispute ensuite quelques mois plus tard la Coupe du monde des moins de 17 ans organisée au Chili. Lors du mondial junior, il joue cinq matchs. Il s'illustre en inscrivant un but en quart de finale face au Brésil. Le Nigeria remporte la compétition en battant le Mali en finale, avec Kingsley Michael sur le banc.
Par la suite, avec les moins de 20 ans, il dispute la Coupe du monde des moins de 20 ans en 2019. Lors du mondial junior organisé en Pologne, il joue quatre matchs. Il s'illustre en délivrant une passe décisive lors du premier match contre le Qatar. Le Nigeria s'incline en huitièmes de finale face au Sénégal.

## Palmarès
- Vainqueur de la Coupe du monde des moins de 17 ans en 2015 avec l'équipe du Nigeria des moins de 17 ans